# Kreis Warburg
Der Kreis Warburg (1953–1969: Landkreis Warburg) war ein von 1816 bis 1974 bestehender Kreis. Der Kreis war zunächst Teil des Regierungsbezirks Minden in der preußischen Provinz Westfalen, ab 1946/47 Teil des nordrhein-westfälischen Regierungsbezirks Detmold. Verwaltungssitz war Warburg. Der Kreis ging 1975 im Rahmen der nordrhein-westfälischen Gebietsreform zusammen mit dem Altkreis Höxter im neu gegründeten Kreis Höxter auf.

## Geografie

### Geografische Lage
Der Kreis Warburg umfasst im Wesentlichen das südliche Obere Weserbergland zwischen Eggegebirge im Westen und dem Westhessischen Bergland im Süden und Osten. Die zentrale Landschaft des Kreises ist die Warburger Börde. Auf dem Hauptkamm der Egge liegt die Rhein-Weser-Wasserscheide, so dass das Kreisgebiet durch Nethe und Diemel nach Osten zur Weser hin entwässert wird.

### Nachbarkreise

Lage des Kreises im Regierungsbezirk Detmold 1947–1968

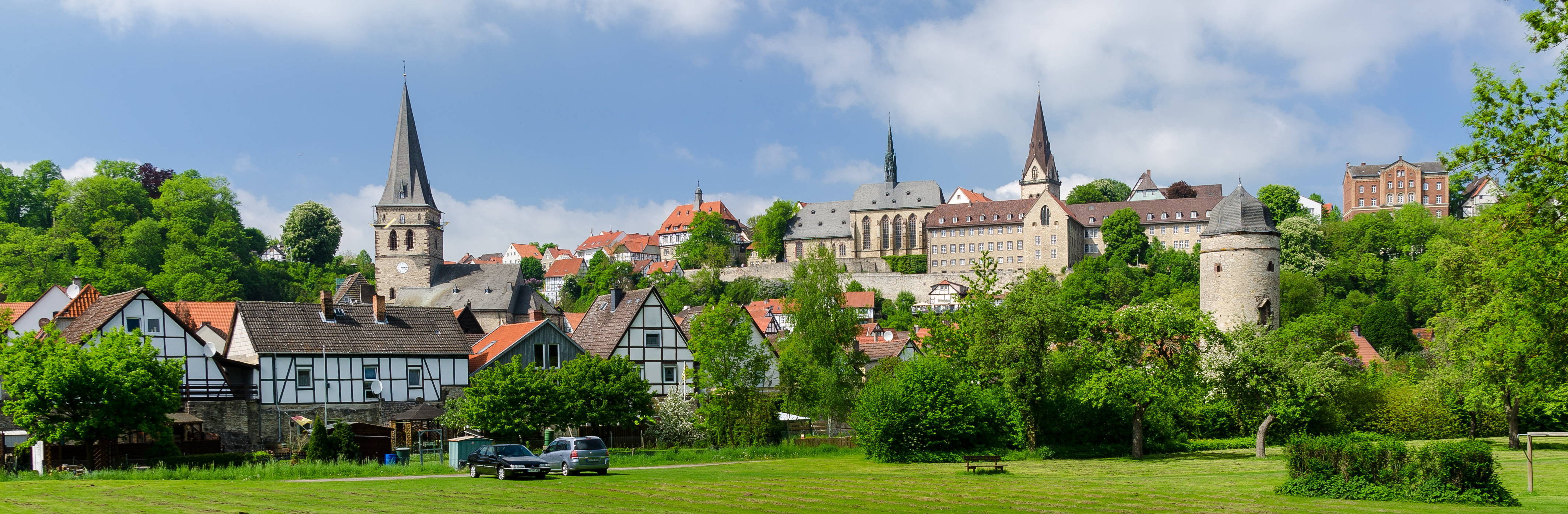
Südansicht der (ehem.) Kreisstadt Warburg

Der Kreis Warburg grenzte Anfang 1972 im Uhrzeigersinn im Norden beginnend an den Kreis Höxter (in Nordrhein-Westfalen), an die Landkreise Hofgeismar, Wolfhagen und Waldeck (alle in Hessen) sowie an die Kreise Büren und Paderborn (beide wiederum in Nordrhein-Westfalen).

## Geschichte
Ein erster Kreis Warburg wurde bereits 1803 eingerichtet, nachdem das Fürstentum Paderborn an Preußen gefallen war. Zu diesem Kreis gehörten neben dem größten Teil des 1816 wiedergegründeten Kreises Warburg auch die historischen Ämter Beverungen, Lichtenau und Wünnenberg. Von 1807 bis 1813 gehörte das Kreisgebiet zum Königreich Westphalen, fiel dann zurück an Preußen und gehörte seit 1815 zum Regierungsbezirk Minden.
Bei der Einteilung des Regierungsbezirks Minden in Kreise wurde zum 1. August 1816 wieder ein Kreis Warburg eingerichtet. Er war zunächst in die teilweise auch als Bürgermeistereien bezeichneten sechs Verwaltungsbezirke Borgentreich, Dringenberg, Gehrden, Peckelsheim, Rösebeck und Warburg gegliedert. Diese Verwaltungseinheiten gingen aus sechs gleichnamigen Kantonen hervor, die 1807 im Departement der Fulda des Königreichs Westphalen eingerichtet worden waren.
Die Städte Borgentreich und Warburg erhielten 1836 die preußische revidierte Städteordnung und wurden dadurch verwaltungstechnisch von ihren Umlandgemeinden getrennt. Der Rest des Verwaltungsbezirks Borgentreich wurde mit dem Verwaltungsbezirk Rösebeck zum Verwaltungsbezirk Borgholz fusioniert.
Im Rahmen der Einführung der westfälischen Landgemeinde-Ordnung von 1841 wurden aus den Verwaltungsbezirken unterhalb der Kreisebene, sofern es sich nicht um Städte gemäß der revidierten Städteordnung handelte, Ämter gebildet. Im Kreis Warburg bestanden dadurch seit 1843 die fünf Ämter Borgholz, Dringenberg, Gehrden, Peckelsheim und Warburg mit insgesamt 47 Gemeinden und drei Gutsbezirken. Die beiden Städte Borgentreich und Warburg blieben amtsfrei.
Etwa 1849 wechselten die Gemeinden Natingen aus dem Amt Gehrden und Drankhausen aus dem Amt Peckelsheim zum Amt Borgholz. Die beiden Ämter Dringenberg und Gehrden besaßen von Anbeginn einen gemeinsamen Amtmann und bildeten seit 1857/58 das gemeinsame Amt Dringenberg-Gehrden. 1852 suchte Kleinenberg wegen der miserablen Verkehrsverbindung mit seiner Kreisstadt Büren Anschluss an den Kreis Warburg; der Antrag wurde von den zuständigen Stellen des Regierungspräsidenten in Minden abgelehnt.
Um 1870 wechselten die beiden Gemeinden Fölsen und Niesen aus dem Amt Gehrden in das Amt Peckelsheim.
Von 1852 bis 1876 befand sich das Landratsamt mit Genehmigung des Kreistages und des Regierungspräsidenten in Peckelsheim, das im Kreis zentraler und dem Wohnsitz des damaligen Landrats in Helmern näher lag. In diesen Jahren musste der Landrat wöchentlich einmal eine Sprechstunde in Warburg halten. Die Kreistage aber, die seit 1828 zusammentraten, fanden nach wie vor in Warburg statt.
Erst 1909 baute sich die Kreisverwaltung, durch die immer steigenden Aufgaben und die wachsende Zahl der Beamten und Angestellten genötigt, ein eigenes Verwaltungsgebäude an der Warburger Bahnhofstrasse. 1961/63 wurde im Rahmen von Umbauarbeiten auch der Erweiterungsbau errichtet. Lediglich dieser Erweiterungsbau wird heute als Außenstelle des Kreises Höxter genutzt, während das Hauptgebäude seit den 1980er-Jahren der Stadtverwaltung von Warburg als Zentrale zur Verfügung steht.
1920 wurde der Gutsbezirk Dinkelburg in die Gemeinde Körbecke eingegliedert. 1928 wurden die Gutsbezirke Niesen und Schweckhausen in die gleichnamigen Gemeinden eingegliedert. Das Amt Warburg wurde 1932 in Amt Warburg-Land umbenannt.  Am 1. April 1937 wurde die bis dahin amtsfreie Stadt Borgentreich in das Amt Borgholz eingegliedert, das daraufhin in Amt Borgentreich umbenannt wurde.
Am 1. Oktober 1969 wurde aus dem Landkreis der Kreis Warburg.
Am 1. Januar 1975 wurde der Kreis Warburg mitsamt seinen vier Ämtern durch das Sauerland/Paderborn-Gesetz aufgelöst und mit dem alten Kreis Höxter zum neuen Kreis Höxter zusammengeschlossen. Gleichzeitig wurden Auenhausen, Frohnhausen, Gehrden, Hampenhausen und Siddessen in die Stadt Brakel sowie Dringenberg, Kühlsen und Neuenheerse in die Stadt Bad Driburg eingemeindet. Alle übrigen Gemeinden gingen in den drei Städten Borgentreich, Willebadessen und Warburg auf.

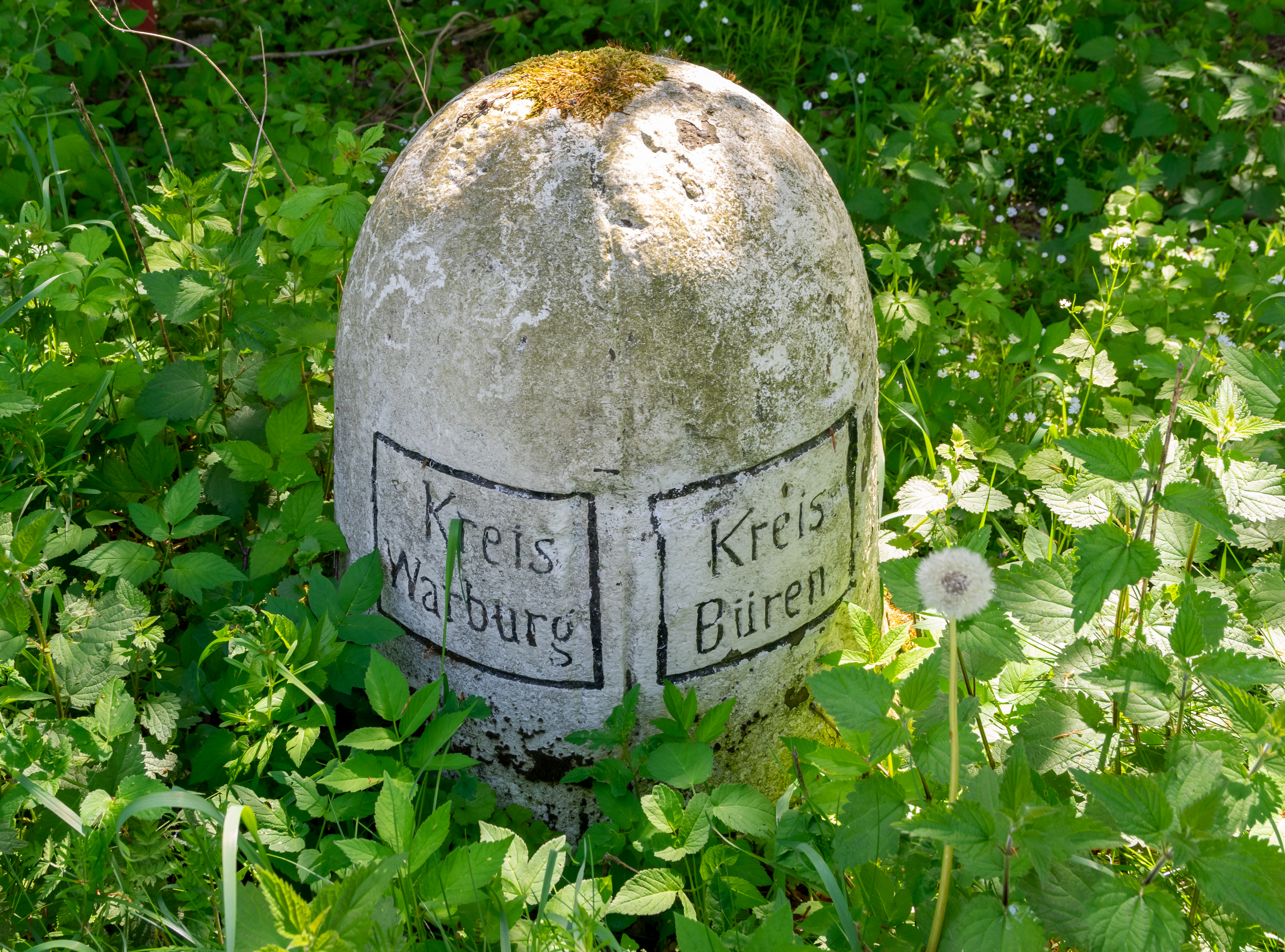
Grenzstein der Vergangenheit zwischen Kreis Warburg und Kreis Büren (2014)

In einem Gebietsänderungsvertrag zur Kreisneugliederung zwischen den Kreisen Warburg und Höxter vom Juli 1974 war vereinbart worden, den gemeinsamen neuen Kreis als Kreis Brakel zu benennen mit Sitz in Brakel. Dieser Vertrag wurde von den Kreistagen in Höxter und Warburg angenommen. Trotzdem wurde bei der Landtagsentscheidung zum Sauerland/Paderborn-Gesetz mit knapper Mehrheit für den neuen Kreisnamen Kreis Höxter mit Sitz in Höxter entschieden. Auch eine Benennung des neuen Kreises als Kreis Höxter-Warburg fand keine Zustimmung im Landtag in Düsseldorf.

### Einwohnerentwicklung
Die folgende Übersicht zeigt die Einwohnerzahlen des Kreises Warburg, dessen Gebietsstand über den gesamten Zeitraum unverändert blieb. Bei den Zahlen handelt es sich um Volkszählungsergebnisse und für 1973 um eine Fortschreibung. Die Angaben beziehen sich ab 1871 sowie für 1946 auf die Ortsanwesende Bevölkerung und ab 1925 auf die Wohnbevölkerung. Vor 1871 wurden die Einwohnerzahlen nach uneinheitlichen Erhebungsverfahren ermittelt.
| Jahr            | Einwohner |
| --------------- | --------- |
| 1818 (31. Dez.) | 26.375    |
| 1822 (31. Dez.) | 28.433    |
| 1825 (31. Dez.) | 28.553    |
| 1831 (31. Dez.) | 29.776    |
| 1834 (31. Dez.) | 30.536    |
| 1837 (31. Dez.) | 30.551    |
| 1840 (31. Dez.) | 32.341    |
| 1843 (31. Dez.) | 32.859    |

| Jahr           | Einwohner |
| -------------- | --------- |
| 1846 (3. Dez.) | 33.596    |
| 1849 (3. Dez.) | 34.645    |
| 1852 (3. Dez.) | 36.049    |
| 1855 (3. Dez.) | 33.979    |
| 1858 (3. Dez.) | 32.888    |
| 1861 (3. Dez.) | 33.020    |
| 1864 (3. Dez.) | 32.700    |
| 1867 (3. Dez.) | 31.465    |

| Jahr           | Einwohner |
| -------------- | --------- |
| 1871 (1. Dez.) | 31.061    |
| 1880 (1. Dez.) | 31.075    |
| 1885 (1. Dez.) | 31.491    |
| 1890 (1. Dez.) | 31.982    |
| 1895 (1. Dez.) | 32.308    |
| 1900 (1. Dez.) | 32.332    |
| 1905 (1. Dez.) | 32.739    |
| 1910 (1. Dez.) | 33.383    |

| Jahr            | Einwohner |
| --------------- | --------- |
| 1925 (16. Juni) | 36.215    |
| 1933 (16. Juni) | 36.528    |
| 1939 (17. Mai)  | 35.113    |
| 1946 (29. Okt.) | 52.390    |
| 1950 (13. Sep.) | 50.903    |
| 1961 (6. Juni)  | 43.298    |
| 1970 (27. Mai)  | 45.252    |
| 1973 (31. Dez.) | 44.800    |

## Politik

### Ergebnisse der Kreistagswahlen ab 1946
In der Liste werden nur Parteien und Wählergemeinschaften aufgeführt, die mindestens zwei Prozent der Stimmen bei der jeweiligen Wahl erhalten haben.
| Jahr   | CDU  | CWG    | SPD  | FDP  | DZP  |
| ------ | ---- | ------ | ---- | ---- | ---- |
| 1946   | 58,8 |        | 17,5 |      | 23,7 |
| 1948   | 44,7 |        | 21,6 |      | 33,6 |
| 1952   | 41,6 |        | 16,1 | 09,4 | 23,8 |
| 119561 | 46,3 |        | 14,5 | 06,9 | 17,7 |
| 219612 | 53,2 | 18,3   | 12,2 | 12,9 |      |
| 319643 | 54,1 | (14,0) | 16,3 | 15,5 |      |
| 1969   | 53,8 | 18,3   | 15,2 | 12,0 |      |

Bei der Wahl im Jahr 1952 erreichten unabhängige Kandidaten 7,9 % der gültigen Stimmen.
Fußnoten
1 1956: zusätzlich: UdM: 11,9 %, BHE: 2,7 %

2 1961: zusätzlich: CSWG: 3,3 %

3 1964: CWG: kursiv in Klammern: Ergebnis nicht sicher

### Landräte
- 1803–180700Philipp von Wolff gen. Metternich[23]
- 1816–183000Wilhelm Franz von Hiddessen
- 1831–184000Wilhelm von Hiddessen
- 1847–186800Adolf von Spiegel zu Peckelsheim
- 1869–187500Raban Spiegel von und zu Peckelsheim
- 1875–188500Karl von Delius
- 1885–190600Raban Spiegel von und zu Peckelsheim
- 1906–191900Ferdinand von Schorlemer
- 1919–192000Freiherr von Spiegel zu Helmern (vertretungsweise)
- 1920–192900Josef Schoenkaes
- 1929–193300Friedrich Boeckenhoff (Zentrum, auftragsweise)
- 1933–194300Joseph von Spiegel zu Peckelsheim, NSDAP
- 1943–194500Johannes Bachmann (stellvertretend)
- ab Mai 19450Josef Hillebrand (parteilos, kommissarisch)
- 1945–194600Josef Ortner
- 1946–194800Josef Sievers, CDU
- 1948–195000Karl-Josef Koch, Zentrum
- 1950–195200Josef Menke, CDU
- 1952–195600Heinrich Happe
- 1956–196900Joseph von Wrede, CDU
- 1969–197400Clemens Schäfer, CDU

### Oberkreisdirektoren
1. 1964–1974: Hubert Clausmeyer († 2013)

### Wappen

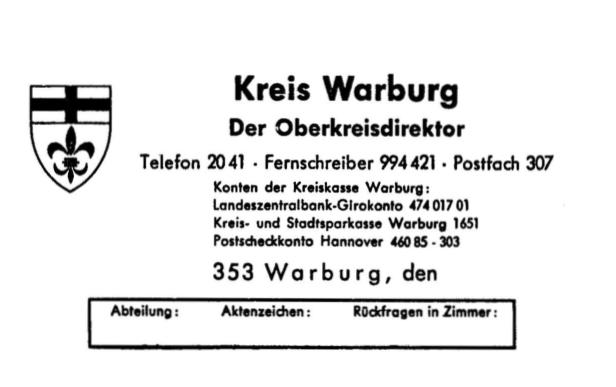
Briefkopf mit Wappen des Kreises Warburg 1971

Unter einem roten Schildhaupt mit durchgehendem goldenen Kreuz in Silber eine blaue Lilie.
Das Schildhaupt steht für die frühere Zugehörigkeit zum Hochstift Paderborn. Die Lilie steht im Wappen der Stadt Warburg.

## Städte, Ämter und Gemeinden

### Amtsfreie Städte
1. Warburg, Stadt
2. Borgentreich, Stadt (bis 1937 amtsfrei)

### Ämter und Gemeinden
Amt Borgentreich, bis 1937 Amt Borgholz
(Sitz Borgentreich)
1. Borgentreich, Stadt (seit 1937 amtsangehörig)
2. Borgholz, Stadt
3. Bühne
4. Daseburg
5. Drankhausen
6. Großeneder
7. Körbecke
8. Lütgeneder
9. Manrode
10. Muddenhagen
11. Natingen
12. Natzungen
13. Rösebeck

Amt Dringenberg-Gehrden
(Sitz Dringenberg)
1. Altenheerse
2. Auenhausen
3. Dringenberg, Stadt
4. Frohnhausen
5. Gehrden, Stadt
6. Hampenhausen
7. Kühlsen
8. Neuenheerse
9. Siddessen
10. Willebadessen, Stadt

Amt Peckelsheim
(Sitz Peckelsheim)
1. Borlinghausen
2. Eissen
3. Engar
4. Fölsen
5. Helmern
6. Ikenhausen
7. Löwen
8. Niesen
9. Peckelsheim, Stadt
10. Schweckhausen
11. Willegassen

Amt Warburg-Land, bis 1932 Amt Warburg
(Sitz Warburg)
1. Bonenburg
2. Calenberg
3. Dalheim
4. Dössel
5. Germete
6. Herlinghausen
7. Hohenwepel
8. Menne
9. Nörde
10. Ossendorf
11. Rimbeck
12. Scherfede
13. Welda
14. Wormeln

## Kfz-Kennzeichen

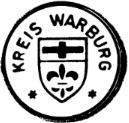
Zulassungsplakette Kreis-Warburg

Am 1. Juli 1956 wurde dem damaligen Landkreis bei der Einführung der bis heute gültigen Kfz-Kennzeichen das Unterscheidungszeichen WAR zugewiesen. Es wurde bis zum 31. Dezember 1974 ausgegeben.
Der Kreistag Höxter votierte auf seiner 7. Sitzung am 23. April 2015 mit 15 Ja- und 23 Nein-Stimmen (bei 3 Enthaltungen) erneut gegen die Wiedereinführung des Kennzeichens WAR (ergänzend zu HX).
Auf der Kreistagssitzung am 1. Oktober 2019 wurde mit 28 Ja- und 3-Nein-Stimmen (bei 5 Enthaltungen) die Wiedereinführung des Kennzeichens WAR beschlossen. Nach erfolgter Zustimmung des Bundesverkehrsministeriums wurde das Kennzeichen erstmals am Freitag, 8. November 2019 in der Zulassungsstelle in Warburg neu ausgegeben. Der Warburger Hans-Gerd Sander, zugleich seit 2012 Initiator für die Wiedereinführung des Warburger Kennzeichens i. R. der bundesweiten Reform zur Kennzeichenliberalisierung, war der Erste, der ein wiedereingeführtes WAR-Kennzeichen erhielt. Das WAR-Kennzeichen ist, ergänzend zu HX, künftig im gesamten Kreis Höxter erhältlich.